# Mountain City (Nevada)
Mountain City es un lugar designado por el censo (en inglés, census-designated place, CDP) ubicado en el condado de Elko, en el estado de Nevada, Estados Unidos. Según el censo de 2020, tiene una población de 14 habitantes.

## Geografía
La localidad está ubicada en las coordenadas 41°50′14″N 115°57′48″O / 41.83722, -115.96333 (41.83725, -115.963251).